# Caryophyllia
Caryophyllia is een geslacht van rifkoralen en het typegeslacht van de familie Caryophylliidae. De wetenschappelijke naam van het geslacht werd in 1801 voorgesteld door de Franse bioloog Jean-Baptiste de Lamarck. De soorten in dit geslacht zijn solitaire (dus niet-kolonievormende) steenkoralen.

## Soorten
ondergeslacht Acanthocyathus
- Caryophyllia decamera Cairns, 1998
- Caryophyllia dentata (Moseley, 1881)
- Caryophyllia grayi (Milne-Edwards & Haime, 1848)
- Caryophyllia karubarica Cairns & Zibrowius, 1997
- Caryophyllia quangdongensis Zou, 1984
- Caryophyllia spinicarens (Moseley, 1881)
- Caryophyllia spinigera (Saville-Kent, 1871)
- Caryophyllia unicristata Cairns & Zibrowius, 1997
- Caryophyllia zanzibarensis Zou, 1984

ondergeslacht Caryophyllia
- Caryophyllia abrupta Cairns, 1999
- Caryophyllia abyssorum Duncan, 1873
- Caryophyllia alaskensis Vaughan, 1941
- Caryophyllia alberti Zibrowius, 1980
- Caryophyllia ambrosia Alcock, 1898
- Caryophyllia antarctica Marenzeller, 1904
- Caryophyllia antillarum Pourtalès, 1874
- Caryophyllia arnoldi Vaughan, 1900
- Caryophyllia aspera Kitahara, Cairns & Miller, 2010
- Caryophyllia atlantica (Duncan, 1873)
- Caryophyllia balanacea Zibrowius & Gili, 1990
- Caryophyllia barbadensis Cairns, 1979
- Caryophyllia berteriana Duchassaing, 1850
- Caryophyllia calveri Duncan, 1873
- Caryophyllia capensis Gardiner, 1904
- Caryophyllia cintinculata (Alcock, 1898)
- Caryophyllia concreta Kitahara, Cairns & Miller, 2010
- Caryophyllia conferta Dana, 1846
- Caryophyllia cornulum Cairns & Zibrowius, 1997
- Caryophyllia corona Duchassaing, 1870
- Caryophyllia corrugata Cairns, 1979
- Caryophyllia crosnieri Cairns & Zibrowius, 1997
- Caryophyllia crypta Cairns, 2000
- Caryophyllia cyathus (Ellis & Solander, 1786)
- Caryophyllia diomedeae Marenzeller, 1904
- Caryophyllia eltaninae Cairns, 1982
- Caryophyllia ephyala Alcock, 1891
- Caryophyllia foresti Zibrowius, 1980
- Caryophyllia grandis Gardiner & Waugh, 1938
- Caryophyllia hawaiiensis Vaughan, 1907
- Caryophyllia horologium Cairns, 1977
- Caryophyllia huinayensis Cairns, Haeussermann & Foersterra, 2005
- Caryophyllia inornata (Duncan, 1878)
- Caryophyllia japonica Marenzeller, 1888
- Caryophyllia jogashimaensis Eguchi, 1968
- Caryophyllia laevigata Kitahara, Cairns & Miller, 2010
- Caryophyllia lamellifera Moseley, 1881
- Caryophyllia mabahithi Gardiner & Waugh, 1938
- Caryophyllia marmorea Cairns, 1984
- Caryophyllia oblonga Kitahara, Cairns & Miller, 2010
- Caryophyllia octonaria Cairns & Zibrowius, 1997
- Caryophyllia octopali Vaughan, 1907
- Caryophyllia paradoxus Alcock, 1898
- Caryophyllia paucipalata Moseley, 1881
- Caryophyllia pauciseptata Yabe & Eguchi, 1932
- Caryophyllia perculta Cairns, 1991
- Caryophyllia planilamellata Dennant, 1906
- Caryophyllia polygona Pourtalès, 1878
- Caryophyllia profunda Moseley, 1881
- Caryophyllia protei Duchassaing, 1870
- Caryophyllia quadragenaria Alcock, 1902
- Caryophyllia ralphae Cairns, 1995
- Caryophyllia rugosa Moseley, 1881
- Caryophyllia sarsiae Zibrowius, 1974
- Caryophyllia scobinosa Alcock, 1902
- Caryophyllia secta Cairns & Zibrowius, 1997
- Caryophyllia seguenzae Duncan, 1873
- Caryophyllia sewelli Gardiner & Waugh, 1938
- Caryophyllia smithii Stokes & Broderip, 1828
- Caryophyllia solida Cairns, 1991
- Caryophyllia squiresi Cairns, 1982
- Caryophyllia stellula Cairns, 1998
- Caryophyllia tangaroae Kitahara, Cairns & Miller, 2010
- Caryophyllia transversalis Moseley, 1881
- Caryophyllia valdiviae Zibrowius & Gili, 1990
- Caryophyllia versicolorata Kitahara, Cairns & Miller, 2010
- Caryophyllia zopyros Cairns, 1979

## Uitgestorven soorten
- Caryophyllia arcuata Milne Edwards & Haime, 1849 †
- Caryophyllia paucipaliata Yabe & Eguchi, 1932 †
- Caryophyllia viola Duncan, 1864 †